# خوسيه ماريا كاراسكو
خوسيه ماريا كاراسكو (بالإسبانية: José María Carrasco) هو لاعب كرة قدم بوليفي في مركز defender ‏، ولد في 16 أغسطس 1997 في سانتا كروز دي لا سييرا في بوليفيا. شارك مع منتخب بوليفيا لكرة القدم. أما مع النوادي، فقد لعب مع نادي بلومينغ.

## وصلات خارجية
- خوسيه ماريا كاراسكو على موقع قاعدة بيانات كرة القدم.إي يو (الإنجليزية)
- خوسيه ماريا كاراسكو على موقع ناشيونال فوتبول تيمز (الإنجليزية)
- خوسيه ماريا كاراسكو على موقع Soccerway.com (الإنجليزية)